# Bolbitis nicotianifolia
Bolbitis nicotianifolia là một loài thực vật có mạch trong họ Lomariopsidaceae. Loài này được (Sw.) Alston mô tả khoa học đầu tiên năm 1932.